# Konrad Schacht

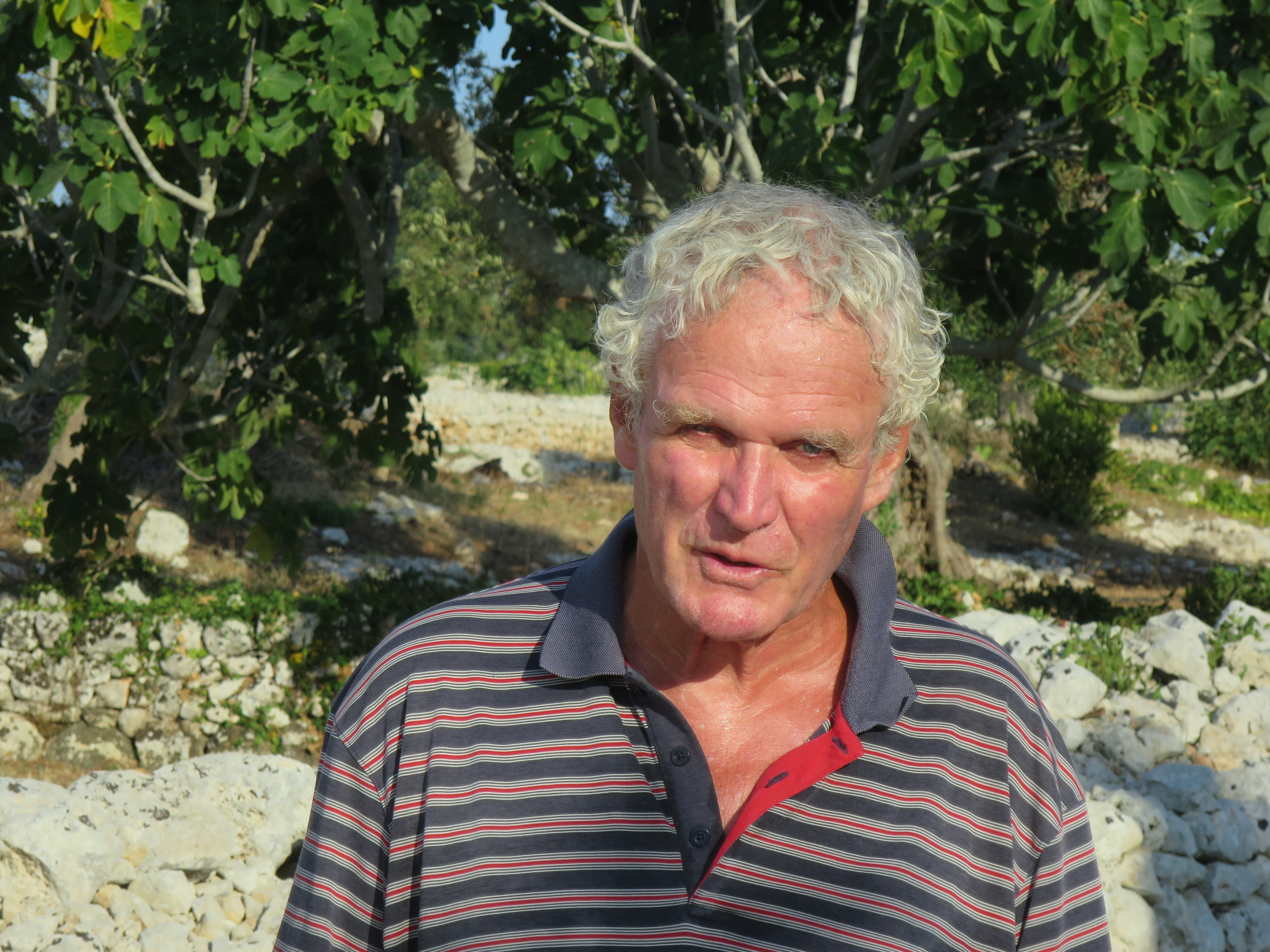
Konrad Schacht (2016)

Konrad Schacht (* 17. Oktober 1943 in Gotha) ist ein deutscher Sozialwissenschaftler und Ministerialbeamter. Von 1991 bis 1996 leitete er die Hessische Landeszentrale für politische Bildung.

## Leben
Nach dem Abitur 1963 an der Christian-Rauch-Schule in Bad Arolsen studierte er 1963 bis 1965 Germanistik und Politikwissenschaft an der Philipps-Universität Marburg, nach einer krankheitsbedingten Unterbrechung von 1967 bis 1972 Sozial- und Wirtschaftswissenschaft an der Johann Wolfgang Goethe-Universität Frankfurt am Main, wo er mit dem Diplom abschloss. Dem folgte ein Nachdiplomstudium an der Universität Mannheim, aus dem seine Dissertation hervorging, mit der er 1984 bei Wolfgang Zapf und Max Kaase zum Dr. phil. promovierte.
Von 1972 bis 1977 forschte Schacht am Institut für angewandte Sozialwissenschaft (infas) in Bonn-Bad Godesberg zu sozial- und bildungspolitischen Themen. 1976 bis 1979 war er Berater der Europäischen Gemeinschaft beim Aktionsprogramm gegen die Armut und bei der Entwicklung international vergleichbarer sozialer Indikatoren. 1977 bis 1979 war er Mitarbeiter der Planungsabteilung des Bundeskanzleramts in Bonn. Danach wechselte er in die Hessische Staatskanzlei in Wiesbaden. 1980 bis 1991 war er Lehrbeauftragter für Statistik und Methoden der empirischen Sozialforschung an der Universität Mainz.
Von 1991 bis 1996 leitete Schacht die Hessische Landeszentrale für politische Bildung (HLZ) in Wiesbaden. 1996 bis 2005 war er Abteilungsleiter für Kultur – zuletzt als Ministerialdirigent – im Hessischen Ministerium für Wissenschaft und Kunst. In seiner Funktion als Ministerialbeamter war er gesetztes Jurymitglied des Hessischen Denkmalschutzpreises (1997, 1998, 2000) und Kuratoriumsmitglied der Deutschen Akademie für Sprache und Dichtung.
Schacht publizierte vor allem im Bereich Industriesoziologie und Politische Soziologie sowie zum Thema Rechtsextremismus und Politische Bildung. Neben Buchveröffentlichungen war er Autor von Beiträgen in Sammelbänden und Zeitschriften wie Neue Gesellschaft/Frankfurter Hefte.
Schacht war Sprecher des Sozialistischen Hochschulbundes (SHB). Er war Mitglied der SPD, aus der er 2018 ausgetreten ist.

## Schriften (Auswahl)

### Monografien
- mit Axel R. Bunz, Rolf Jansen: Qualität des Arbeitslebens. Soziale Kennziffern zu Arbeitszufriedenheit und Berufschancen. Als Forschungsauftrag des Bundesministeriums für Arbeit und Sozialordnung erstellt vom Institut für Angewandte Sozialwissenschaft Bonn-Bad Godesberg. Bundesministerium für Arbeit und Sozialordnung, Bonn 1974.
- mit Peter Köhler: Die Jazzmusiker. Zur Soziologie einer kreativen Randgruppe. Rotpunktverlag, Freiburg im Breisgau 1983, ISBN 3-924209-00-6.
- Wahlentscheidung im Dienstleistungszentrum. Analysen zur Frankfurter Kommunalwahl vom 22. März 1981 (= Beiträge zur sozialwissenschaftlichen Forschung. Band 91). Westdeutscher Verlag, Opladen 1986, ISBN 3-531-11823-4.
- Rechtsextremismus, Wertewandel und politische Bildung (= Zum Nachdenken, Nr. 42). Hessische Landeszentrale für Politische Bildung, Wiesbaden 1993.

### Aufsätze
- mit Wolfgang Streek: Technokratie und Emanzipation. In: Futurum. Zeitschrift für Zukunftsforschung. Heft 2, München 1970, S. 251–267.
- mit Lutz Unterseher: Streiks und gewerkschaftliche Strategie in der Bundesrepublik. In: Dieter Schneider (Hrsg.): Zur Theorie und Praxis des Streiks. Frankfurt 1971, S. 289–324.
- mit Lutz Unterseher: Das Tarifverhandlungssystem der Bundesrepublik. In: Werner Meißner, Lutz Unterseher (Hrsg.): Verteilungskampf und Stabilitätspolitik. Stuttgart 1972, ISBN 3-17-231211-9, S. 79–118.
- mit Jörg Münstermann und Michael Dunlop Young: Armut in Deutschland. In: transfer. 1, Opladen 1975, ISBN 3-531-11316-X, S. 27–49.
- Die Selbstverwaltung in der Sozialversicherung. Ihre Bedeutung für die Versicherten. In: Bogs, v. Ferber, infas: Soziale Selbstverwaltung. Bonn 1975, ISBN 3-553-41965-2, S. 203–255.
- Sozialwissenschaftliche Begleitung als Planungsinstrument: Das Beispiel Datenverarbeitung im Gesundheitswesen. In: transfer. 4, Opladen 1977, ISBN 3-531-11429-8, S. 169–177.
- Betriebliche Merkmale und Arbeitsplatzcharakteristiken in Bevölkerungsumfragen. In: Franz Urban Pappi (Hrsg.): Sozialstrukturanalysen mit Umfragedaten. Königstein 1979, ISBN 3-7610-8200-2, S. 241–268.
- Politische Kultur und Bürgerbewußtsein in Hessen. In: Jakob Schissler (Hrsg.): Politische Kultur und politisches System in Hessen. Frankfurt 1981, ISBN 3-458-04784-4, S. 183–204.
- Politiker, Bürokraten und soziale Indikatoren. Analysen zur Wissenssoziologie des politischen Prozesses. In: Hans-Joachim Hoffmann-Nowotny (Hrsg.): Gesellschaftliche Berichterstattung zwischen Theorie und politischer Praxis. Frankfurt 1983, ISBN 3-593-33215-9, S. 213–220.
- Alte Partei und neue Schichten. In: Die Neue Gesellschaft / Frankfurter Hefte 4. Bonn 1987. ISSN 0177-6738, S. 358–362.
- Großstadtkultur als Fluchtbewegung? Erinnerung an Siegfried Kracauers Buch „Die Angestellten“. In: Die Neue Gesellschaft / Frankfurter Hefte 11. Bonn 1988. ISSN 0177-6738, S. 987–991.
- mit Wolfgang Bick: Alte und neue Wachstumsregionen: Indikatoren zum Vergleich der politischen Entwicklung in Duisburg und Frankfurt. In: Dieter Oberndörfer, Karl Schmitt (Hrsg.): Parteien und regionale politische Traditionen in der Bundesrepublik Deutschland. Berlin 1991, ISBN 3-428-07026-7, S. 315–332.
- Der Rechtsextremismus hat eine Zukunft. In: Die Neue Gesellschaft / Frankfurter Hefte 2. Bonn 1991. ISSN 0177-6738, S. 152–158.
- Chancen und Risiken sozialdemokratischer Politik in einer gesamtdeutschen Gesellschaft. In: Forschungsjournal Neue Soziale Bewegungen. Heft 1, Marburg 1991, ISBN 3-924800-15-4, S. 25–33.
- Im Abseits. Was die SPD aus Frankfurt lernen könnte. In: Forschungsjournal Neue Soziale Bewegungen. Heft 4, Stuttgart 2007. ISSN 0933-9361, S. 47–52.
- Die Ära Börner. Alte Regierungskunst im politischen Umbruch. In: Wolfgang Schroeder (Hrsg.): Parteien und Parteiensystem in Hessen. Wiesbaden 2008, ISBN 978-3-531-16003-0, S. 313–331.
- Konflikte um Großprojekte: Flughafenerweiterungen zwischen Effizienz und Legitimität. In: Wolfgang Schröder, Arijana Neumann (Hrsg.): Politik und Regieren in Hessen. Wiesbaden 2016, ISBN 978-3-531-17302-3, S. 313–335
- Wiedersehen mit Gauland. In: AfD Watch, 10. Februar 2016.
- Die AfD im Bundestag. eine Zeitenwende? In: Benno Hafeneger, Hannah Jestädt, Lisa-Marie Klose, Philine Lewek: AfD in Parlamenten. Themen, Strategien, Akteure. Wochenschauverlag, Frankfurt/M. 2018, S. 153–157.

### Herausgeberschaften
- hrsg. mit Karl Starzacher, Bernd Friedrich: Protestwähler und Wahlverweigerer. Krise der Demokratie? Bund-Verlag, Köln 1992, ISBN 3-7663-2386-5.
- hrsg. mit Bernd Heidenreich: Hessen. Eine politische Landeskunde (= Schriften zur politischen Landeskunde Hessens, Band 1). Kohlhammer, Stuttgart 1993, ISBN 3-17-012581-8.
- hrsg. mit Karl Starzacher: Rechtsextremismus. Ursachen, aktuelle Entwicklungen, Auseinandersetzungen. Fachtagung der Hessischen Landeszentrale für Politische Bildung in Zusammenarbeit mit dem Hessischen Landtag am 26. Mai 1993 im Hessischen Landtag in Wiesbaden. Hessischer Landtag, Wiesbaden 1995, ISBN 3-923150-10-5.
- hrsg. mit Bernd Heidenreich: Hessen. Gesellschaft und Politik (= Schriften zur politischen Landeskunde Hessens, Band 2). Kohlhammer, Stuttgart 1995, ISBN 3-17-013169-9.
- hrsg. mit Thomas Leif, Hannelore Janssen: Hilflos gegen Rechtsextremismus? Ursachen, Handlungsfelder, Projekterfahrungen. Bund-Verlag, Köln 1995, ISBN 3-7663-2572-8.
- hrsg. mit Hans-Joachim Lenz, Hannelore Janssen: Männerbildung. Ein Thema für die Politische Bildung. Ergebnisse der Fachtagung der Hessischen Landeszentrale für Politische Bildung, der Volkshochschule Wiesbaden und des Deutschen Instituts für Erwachsenenbildung, Pädagogische Arbeitsstelle des DVV vom 9. bis 10. Juni 1994 in Kirchheim, Hessen. Hessische Landeszentrale für Politische Bildung, Wiesbaden 1995, ISBN 3-927127-20-5.
- hrsg.: Bildung und Erziehung nach 1945. Ergebnisse der Fachtagung der Hessischen Landeszentrale für Politische Bildung am 2. Juli 1996 im Burckhardthaus in Gelnhausen. Hessische Landeszentrale für Politische Bildung, Wiesbaden 1996, ISBN 3-927127-23-X.
- hrsg. mit Bernd Heidenreich: Hessen. Wahlen und Politik (= Schriften zur politischen Landeskunde Hessens, Band 3). Kohlhammer, Stuttgart 1996, ISBN 3-17-013604-6.
- hrsg.: Hessen 1945. Demokratischer Neubeginn zwischen Utopie und Pragmatismus. Ergebnisse der Fachtagung der Hessischen Landeszentrale für Politische Bildung am 4. und 5. Mai 1995 in Wiesbaden. Hessische Landeszentrale für Politische Bildung, Wiesbaden 1996, ISBN 3-927127-21-3.